# Portulaca canariensis
Portulaca canariensis är en portlakväxtart som beskrevs av Avinoam Danin och Reyes-bet. Portulaca canariensis ingår i släktet portlaker, och familjen portlakväxter. Inga underarter finns listade i Catalogue of Life.